# 나주 호씨
나주 현씨(羅州扈氏)는 전라남도 나주시를 본관으로 하는 한국의 성씨이다. 시조는 신평 호씨의 후손이자, 나주군(羅州君)에 봉해진 호흥인(扈興仁)이다.

## 참고 자료
- “나주호씨(羅州扈氏)”. 뿌리를 찾아서.[깨진 링크(과거 내용 찾기)]